# Норт-Йорк
Норт-Йорк (англ. North York) — ряд кварталов, формирующих северную часть города Торонто (Канада, провинция Онтарио). До 1998 года являлся одним из шести муниципалитетов в составе торонтской агломерации, затем был включён в Торонто. Население на 2006 год — 635,4 тыс. человек. Норт-Йорк примечателен тем, что включает в себя одновременно самый богатый, Брайдл Пэт, и самый бедный, Джейн-энд-Финч, кварталы Торонто.
Местечко (township) Норт-Йорк было образовано 13 июня 1922 года из нескольких разбросанных сёл, административно подчинённых находящемуся к югу городку Йорк (позже также поглощённому Торонто): Даунсвью, Ньютонбрук, Уиллоудейл, Бейвью и др. Массовая урбанизация в послевоенную эпоху привела к тому, что в 1967 году Норт-Йорк получил статус посёлка (borough), а в 1979 — города (city).
На территории Норт-Йорка располагаются два крупных торговых центра — «Йоркдейл» и «Фейрвью», оба кампуса Йоркского университета, Норт-Йоркская общесоматическая больница, Саннибрукский центр медицинских исследований и военная база «Даунсвью», недействующая со времён окончания Холодной войны.
Улица Батерст — основной район концентрации и культурной жизни еврейской общины Торонто. Северный отрезок Батерст и прилегающие к нему улицы — район расселения выходцев из России и стран СНГ. Согласно переписи 2006 года, в квартале Ньютонбрук-Уэст самым распространённым обиходным языком после английского являлся русский. На нём дома говорит 14,8 % населения квартала (на английском — 49,1 %) или 3 тыс. из 20,3 тыс. жителей.